# Closterus grandidieri
Closterus grandidieri är en skalbaggsart som beskrevs av Auguste Lameere 1912. Closterus grandidieri ingår i släktet Closterus och familjen långhorningar.
Artens utbredningsområde är Madagaskar. Inga underarter finns listade i Catalogue of Life.